# Skanderborg Gymnasium
Skanderborg Gymnasium er et gymnasium med omkring 900 elever fordelt på 30 klasser. Gymnasiet er beliggende i Skanderborg på Højvangens Torv og udgør sammen med Skanderborg-Odder Center for Uddannelse og Niels Ebbesen Skolen det såkaldte Campus Skanderborg. Personalet omfatter 80 lærere og 12 med teknisk-administrative funktioner.
Gymnasiet afholder en række sociale arrangementer, hvilket indbefatter fredagscaféer, hyggeaftener, filmaftener, gymnasiefester og en musical hvert andet år.
Bygningerne er tegnet af det danske arkitektfirma Friis & Moltke i 1973.